# Кельн/Бонн (аеропорт)
Аеропорт Кельн/Бонн, також відомий як Аеропорт імені Конрада Аденауера (нім. Flughafen Köln/Bonn „Konrad Adenauer“, або нім. Flughafen Köln-Wahn) (IATA: CGN, ICAO: EDDK) — міжнародний цивільний аеропорт, розташований у приміському районі Кельна Порц (Німеччина) в зоні природного заповідника Ванер-Гайде. Порт знаходиться на території Регіону Кельн/Бонн, за 15 км на південний схід від центральної частини Кельна та за 16 км на північний схід від Бонну.
Аеропорт є хабом для:
- Eurowings
- FedEx Express
- UPS Airlines
- Condor
- Ryanair
- SunExpress Deutschland
- TUI fly Deutschland

## Історія

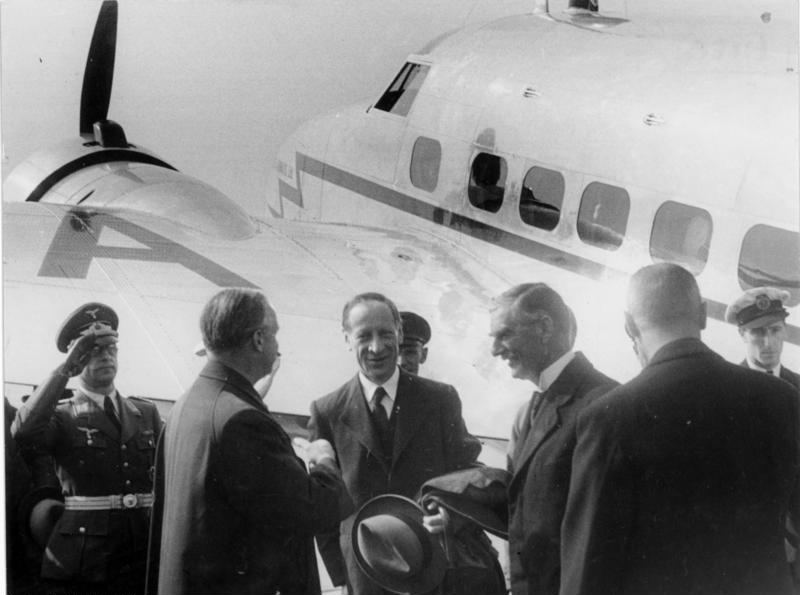
Ріббентроп (другий ліворуч) зустрічає Невілла Чебмерлена (третій праворуч) в аеропорту Кельна. 22 вересня 1938 року

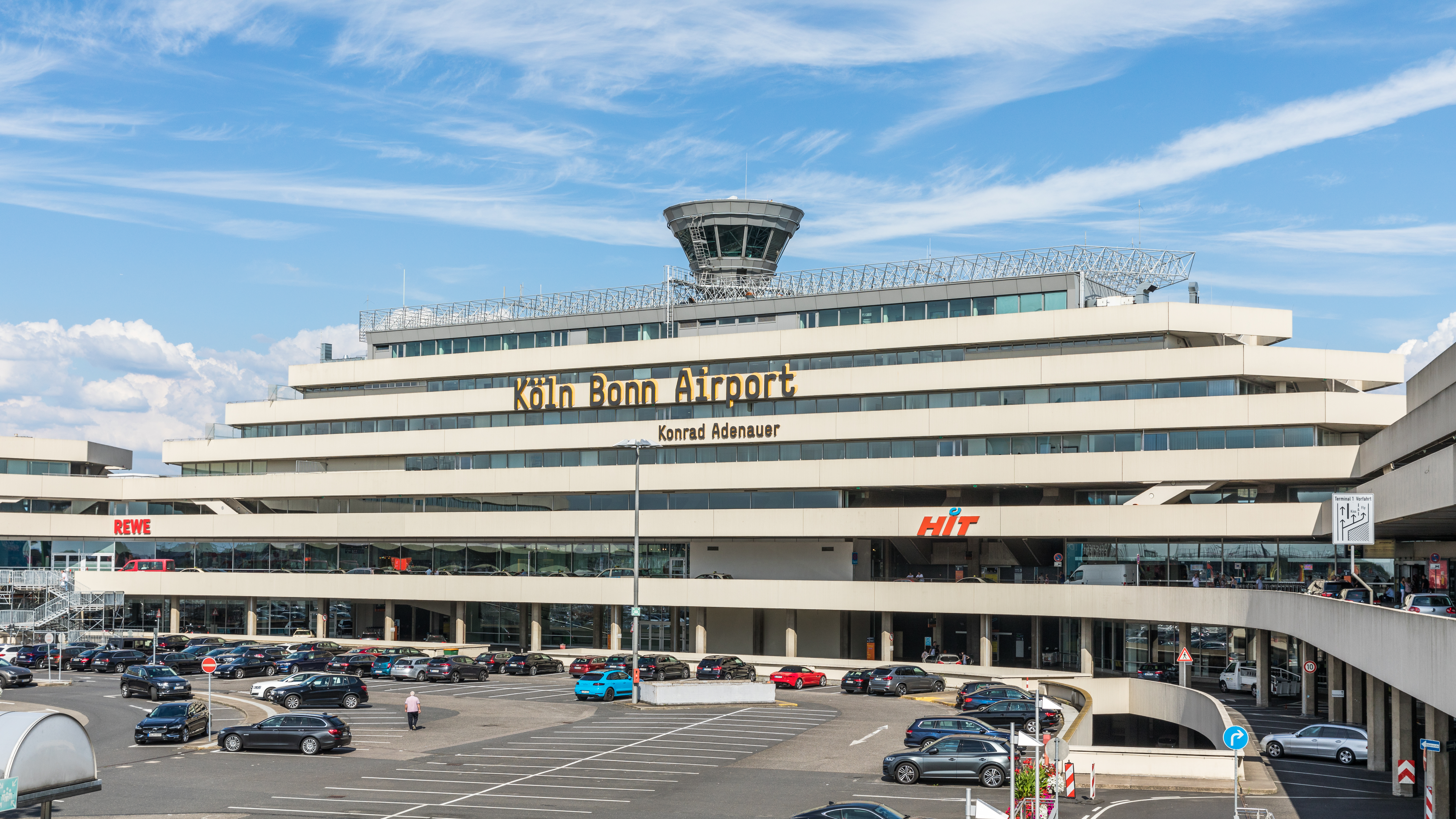
Будівля пасажирського терміналу 1

Перші польоти з військово-тренувальної бази частин артилерійської розвідки в Ванер-Гайден почалися ще в 1913 році. В 1939 році на місці летовища був побудований повноцінний аеродром для люфтваффе, який надалі використовувався в ході Другої світової війни.
Після закінчення війни летовище перейшло під контроль британських військових, які провели ряд робіт з розширення території та реконструкції деяких об'єктів управління повітряним рухом. В 1951 році побудована перша злітно-посадкова смуга з твердим покриттям, що мала в довжину 1866 м, та в тому ж році аеропорт був відкритий для цивільних літаків, замінивши старий аеропорт Кельн-Буцвайлергоф.
У 1950-1960-х роках були здані в експлуатацію ще дві злітно-посадочні смуги і нову будівлю пасажирського терміналу. 1 листопада 1970 року аеропорт прийняв перший широкофюзеляжний лайнер Boeing 747, який виконував рейс Нью-Йорк — Кельн — Нью-Йорк.
У 1986 році американська компанія UPS Airlines вибрала аеропорт Кельн — Бонн як свій головний транзитний вузол в Європі.
Наприкінці 1990-х керівництво аеропорту розпочала реалізацію масштабної програми з розширення і реконструкції аеропортового комплексу, в ході якої були побудовані будівля другого пасажирського терміналу, ряд нових парковок, а в 2004 році була здана в експлуатацію станція «Аеропорт Кельн — Бонн» мережі Intercity-Express на високошвидкісній залізниці Кельн — Франкфурт.
В 2006 році магістральна авіакомпанія США Continental Airlines запровадила рейс в аеропорт Кельн — Бонн з аеропорту Ньюарк-Ліберті, що виконувався щодня на літаках Boeing 757-200. Через скорочення обсягів пасажирських перевезень даний рейс було скасовано 4 вересня 2008 року.
Дешеві авіалінії Ryanair та Norwegian Air Shuttle розпочали операції в аеропорту Кельн — Бонн у травні 2012 року. У квітні 2014 р. Ryanair оголосив про відкриття своєї п'ятої німецької бази в аеропорту Кельн — Бонн з жовтня 2014 року
У грудні 2014 року компанія Lufthansa оголосила про запровадження нових магістральних операцій Eurowings в аеропорту Кельн-Бонн з рейсами до Флориди, Південної Африки та аеропортів сточища Індійського океану, з кінця 2015 року Тим часом Condor скасував свій рейс до Варадеро.
У лютому 2018 року компанія Eurowings оголосила про переміщення всіх далекомагестральних рейсів з Кельна, що виконували чотири літака Airbus A330 до аеропорту Дюсельдорфа до кінця жовтня 2018 року, що з часом залишить аеропорт без далекомагестральних рейсів.

## Термінали
В аеропорту функціонують два пасажирські термінали, розташованих поруч один з одним, а також новий термінал для бізнес-авіації.
- Термінал 1. Знаходиться в старій будівлі 1970-х років. Призначений для обслуговування рейсів авіакомпаній Eurowings, Germanwings, Lufthansa і Austrian Airlines. Має прямий вихід до залізничної станції.
- Термінал 2. Розташований в сучасній споруді, обслуговує рейси авіакомпаній Ryanair, KLM, Iran Air тощо.
- General Aviation Terminal. Новий термінал для обслуговування приватних і бізнес-рейсів.

## Авіалінії та напрямки (вересень 2022)

### Пасажирські
| Авіакомпанія         | Пункт призначення |
| -------------------- | --- |
| Aegean Airlines      | Сезонний: Афіни |
| Air Arabia Maroc     | Надор |
| Air Cairo            | Хургада |
| Air Serbia           | Ніш |
| AnadoluJet           | Анталія, Стамбул-Сабіха Гьокчен Сезонний: Анкара |
| Austrian Airlines    | Відень |
| Blue Air             | Яси |
| Corendon Airlines    | Адана, Анкара, Анталія, Мадейра, Фуертевентура, Газіантеп, Гран-Канарія, Хургада, Ізмір, Кайсері, Лансароте, Тенерифе-Південний Сезонний: Бодрум, Ханья, Даламан, Діярбакир, Баликесір, Фару, Газіпаша, Іракліон, Кос, Зафер, Марса-Алам (з 1 листопада 2022), Надор, Ольбія, Пальма-де-Мальорка, Родос, Шарм-ель-Шейх, Танжер, Тель-Авів, Трабзон, Зонгулдак |
| easyJet              | Сезонний: Берлін-Бранденбург, Лондон-Гатвік, Пальма-де-Мальорка, Порту |
| European Air Charter | Сезонний чартер: Бургас, Варна |
| Eurowings            | Афіни, Барселона, Барі, Берлін-Бранденбург, Болонья, Будапешт, Венеція, Відень, Єреван, Спліт, Салоніки, Туніс, Единбург, Загреб, Гран-Канарія, Гамбург, Катанія, Клагенфурт, Лансароте, Ларнака, Лейпциг/Галле, Лісабон, Лондон-Гітроу, Мілан-Мальпенса, Мюнхен, Надор, Неаполь, Пальма-де-Мальорка, Прага, Рим-Ф'юмічіно, Сараєво, Цюрих Сезонний: Адана, Аліканте, Анталія, Бастія, Бодрум, Бріндізі, Бургас, Варна, Верона, Задар, Дублін, Дубровник, Зафер, Іракліон, Ібіца, Ізмір, Кальярі, Кальві, Корфу, Кавала, Кайсері, Кос, Ламеція-Терме, Малага, Менорка, Міконос, Монастір, Ольбія, Осієк, Палермо, Піза, Пула, Родос, Рієка, Санторіні, Стокгольм-Арланда, Танжер, Тенерифе-Південний, Тирана, Трієст, Фару, Фуертевентура, Херес |
| FlyErbil             | Ербіль |
| Freebird Airlines    | Сезонний: Анталія, Фуертевентура, Іракліон, Хургада, Кос, Родос, Шарм-ель-Шейх |
| Iran Air             | Тегеран-Імам Хомейні |
| ITA Airways          | Мілан-Лінате |
| Lufthansa            | Мюнхен |
| Pegasus Airlines     | Анкара, Стамбул–Сабіха Гекчен Сезонний: Адана, Анталія, Ізмір |
| Ryanair              | Аліканте, Афіни, Барселона, Бергамо, Болонья, Бристоль, Будапешт, Копенгаген, Дублін, Гран-Канарія, Катовиці, Каунас, Лісабон, Лондон-Станстед, Малага, Мальта, Манчестер, Марракеш, Палермо, Пальма-де-Мальорка, Пафос, Порту, Рига, Рим-Чіампіно, Севілья, Софія, Стокгольм-Арланда Сезонний:Акаба, Біарриц, Венеція, Віторія, Задар, Корфу, Нок, Фару |
| SunExpress           | Анталія, Ізмір Сезонний: Адана, Анкара,Бодрум, Даламан, Кайсері |
| Tailwind Airlines    | Сезонний чартер: Анталія |
| Turkish Airlines     | Стамбул |
| Wizz Air             | Варна, Гданськ, Клуж-Напока, Крайова, Катовиці, Сараєво, Скоп'є, Тирана Сезонний: Тузла |

### Вантажні
| Авіакомпанія           | Пункт призначення |
| ---------------------- | --- |
| Air Canada Cargo       | Торонто-Пірсон |
| Cargojet               | Сент-Джонс |
| Coyne Airways          | Єреван, Тбілісі, Франкфурт |
| EgyptAir Cargo         | Каїр |
| FedEx Express          | Індіанаполіс, Мемфіс, Париж–Шарль де Голль, Тель-Авів |
| MNG Airlines           | Нью-Йорк — Джон Кеннеді, Стамбул |
| Turkish Airlines Cargo | Стамбул–Ататюрк, Лондон–Лутон |
| UPS Airlines           | Алмати, Анкона, Бангалор, Барселона, Базель-Мюлуз-Фрайбург, Бергамо, Будапешт, Бухарест, Валенсія, Венеція, Відень, Варшава–Шопен, Вроцлав, Дубай, Дублін, Единбург, Женева, Гельсінкі, Гонконг, Стамбул, Катовиці, Кардіфф, Лондон–Станстед, Луїсвілл, Ліон, Мадрид, Мальме, Марсель, Москва–Внуково, Мумбаї, Мюнхен, Ньюарк-Ліберті, Осло–Гардермуен, Острава, Париж–Шарль де Голль, Філадельфія, Порту, Прага, Рейк'явік, Рим–Чіампіно, Шанхай–Пудун, Шеньчжень, Сингапур, Стокгольм–Арланда, Софія, Східний Мідландс, Тайвань-Таоюань, Тель-Авів, Тімішоара, Чикаго–О'Хара |
| West Air Sweden        | Берлін–Шенефельд |

## Статистика
|                                         | Пасажирообіг | Авіатрафік | Вантажообіг (тонн) |
| --------------------------------------- | ------------ | ---------- | ------------------ |
| 2000                                    | 6,291,739    | 138,434    | 423,641            |
| 2001                                    | ▼ 5,705,819  | ▼ 134,950  | ▲ 443,040          |
| 2002                                    | ▼ 5,375,126  | ▼ 125,307  | ▲ 494,331          |
| 2003                                    | ▲ 7,758,655  | ▲ 139,872  | ▲ 518,493          |
| 2004                                    | ▲ 8,332,961  | ▼ 136,927  | ▲ 605,069          |
| 2005                                    | ▲ 9,452,185  | ▲ 140,775  | ▲ 636,887          |
| 2006                                    | ▲ 9,904,236  | ▼ 139,096  | ▲ 685,563          |
| 2007                                    | ▲ 10,471,657 | ▼ 138,837  | ▲ 704,649          |
| 2008                                    | ▼ 10,342,931 | ▼ 128,713  | ▼ 578,161          |
| 2009                                    | ▼ 9,739,581  | ▼ 120,675  | ▼ 552,363          |
| 2010                                    | ▲ 9,849,779  | ▲ 121,011  | ▲ 656,120          |
| 2011                                    | ▼ 9,623,398  | ▼ 117,715  | ▲ 742,372          |
| 2012                                    | ▼ 9,280,070  | ▲ 125,335  | ▲ 751,183          |
| 2013                                    | ▼ 9,077,346  | ▼ 120,385  | ▼ 739,569          |
| 2014                                    | ▲ 9,450,493  | ▲ 123,241  | ▲ 754,356          |
| 2015                                    | ▲ 10,338,375 | ▲ 128,616  | ▲ 757,717          |
| 2016                                    | ▲ 11,910,138 | ▲ 136,905  | ▲ 786,407          |
| 2017                                    | ▲ 12,384,223 | ▲ 141,338  | ▲ 838,526          |
| Source: ADV German Airports Association |              |            |                    |

## Наземний транспорт

### Залізничний

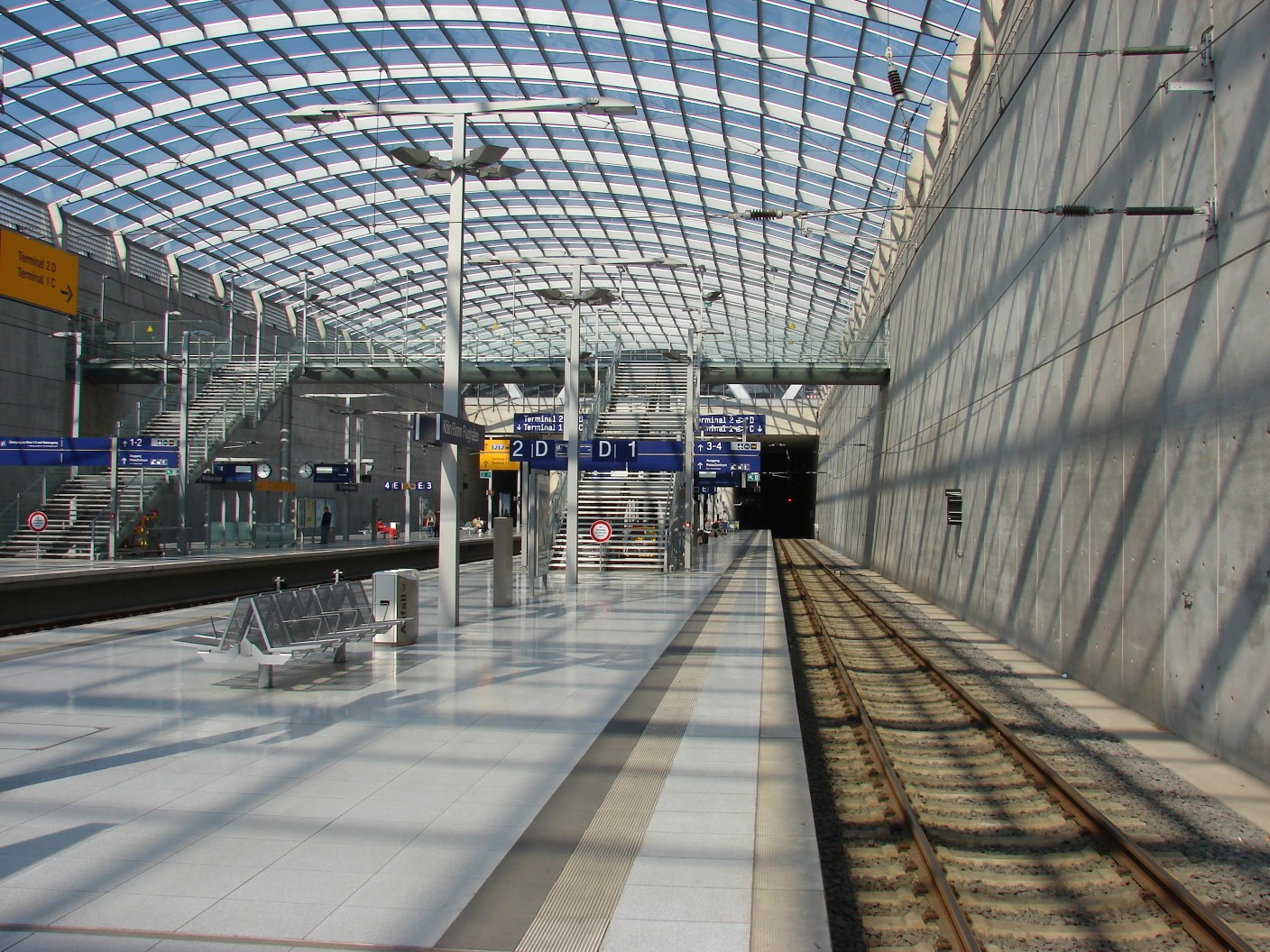
Перон станції Кельн/Бонн

Станція аеропорту Кельн — Бонн розташована на 4 колійному відгалуженні від швидкісної залізниці Кельн — Франкфурт, зі станції прямують міжнародні потяги, щонайменше один раз на годину, більшість з яких — ICE. Станція розташована в центрі аеропорту під великим скляним дахом та має пряме сполучення з першим поверхом терміналу 2, а також зоною реєстрації терміналу 1-С. Лінія S-Bahn S13, а також регіональна лінія RE8 також мають трафік зі станції до Кельну та Бонну. Регіональна експрес-лінія RE6 сполучає станцію аеропорту зі станцією Дюсельдорф, прямуючі через станції Кельн-Головний та Неус-Центральний щогодини.

### Автомобільний
До аеропорту є відгалуження від автомагістралі A59, яка сполучає його з містами Кельн та Бонн, а також Рурського регіону.

### Автобусний
Аеропорт також обслуговують місцеві автобусні маршрути № 161 до Кельну та №SB60 до Бонну. 28 жовтня 2015 року було відкрито новий термінал для автобусів для далекокомагістрального автобусного сполучення з іншими містами Німеччини та багатьма іншими європейськими країнами.